# Mesoleptus biosteres
Mesoleptus biosteres är en stekelart som först beskrevs av Forster 1876.  Mesoleptus biosteres ingår i släktet Mesoleptus och familjen brokparasitsteklar. Inga underarter finns listade i Catalogue of Life.